# Karl Ernstberger

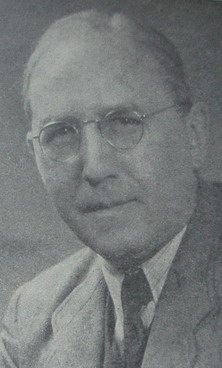
Karl Ernstberger

Karl Ernstberger (* 25. September 1887 in Mallowitz, Österreich-Ungarn; † 22. November 1972 in Nürnberg) war ein deutsch-österreichischer Architekt.

## Leben
Als Absolvent der Staatsgewerbeschule in Pilsen setzte er das Studium an der Akademie der bildenden Künste Wien in der Meisterklasse für Architektur fort. Dort war er Schüler von Otto Wagner. Erhielt im Jahre 1909 den Rompreis der Akademie der bildenden Künste Wien. Er wurde Diplom-Ingenieur und erhielt 1913 die Anerkennung als freiberuflicher Architekt. Mehrere Projekte in Wien verwirklichte er in Zusammenarbeit mit dem Oberbaurat der Stadt Wien Engelbert Mang (1883–1955).
Ernstberger war Teilnehmer des Ersten Weltkrieges in der k. u. k. Armee der Österreich-Ungarischen Monarchie bei dem Einsatz der Kaiserjäger, der späteren Hochgebirgskompanie Nr. 30, an der Front in Galizien. Im Frühjahr 1917 gehörte er als Oberleutnant dem Komitee an, das die propagandistische Ausstellung Kaiserjäger im Felde in der Bozener Kaiserin-Elisabeth-Schule kuratierte. Anschließend war er Architekt in Wien und Karlsbad in Westböhmen mit kunsthistorisch bemerkenswerten Aufträgen. Nach dem Ende des Zweiten Weltkrieges wurde er im Jahr 1946 als Sudetendeutscher aus Karlsbad von tschechischen Behörden auf Grund der Benesch-Dekrete enteignet und vertrieben. Er wurde schließlich Architekt in Nürnberg, um in der Nähe seines Bruders Anton Ernstberger zu leben, der als Professor an der Universität Erlangen lehrte.

## Werk (Auswahl)
- 1917–1918: Kaiserjägerdenkmal in Bozen (unvollendet; 1926/27 abgerissen)[3]
- 1920–1930: Erholungsheim / Sanatorium „Morava“ in Tatralomnitz
- Gebäude der Industrie- und Handelskammer in Troppau
- Hotels, Villen, Kurhäuser und Wohnsiedlungen in Karlsbad und Umgebung
- Krankenhäuser und Schulen in Abertham und Theusing in Westböhmen, Hohenfurth und Moldautein in Südböhmen
- Planungen für die Nationalbibliothek und das Museum in Sofia, des Landtagsgebäudes in Czernowitz in der Bukowina und Gebäude der Handels- und Gewerbekammer in Linz